# Dirka po Italiji 1992
Dirka po Italiji 1992 (italijansko Giro d'Italia 1992) je 75. izvedba dirke po Italiji, tritedenske moške cestne kolesarske etapne dirke. Začela se je 24. maja v Genovi in končala 14. junija v Milanu. Sodelovalo je 180 kolesarjev iz 20-ih ekip. Rožnato majico je prvič osvojil Miguel Induráin (Banesto), drugo mesto Claudio Chiappucci (Carrera Jeans–Vagabond), tretje pa Franco Chioccioli (GB–MG Maglificio). Vijolično majico je osvojil Mario Cipollini (GB–MG Maglificio), modro majico Miguel Induráin, zeleno majico Claudio Chiappucci, belo majico pa Pavel Tonkov (Lampre-Colnago).

## Ekipe
- Amore & Vita–Fanini
- Ariostea
- Banesto
- Carrera Jeans–Vagabond
- Castorama
- Gatorade–Chateau d'Ax
- GB–MG Maglificio
- Italbonifica–Navigare
- Jolly Componibili–Club 88
- Lampre-Colnago
- Lotus–Festina
- Mercatone Uno–Medeghini–Zucchini
- Motorola
- ONCE
- Postobón–Manzana–Ryalcao
- Seur
- Team Telekom
- Tulip Computers
- Z
- ZG Mobili–Selle Italia

## Etape
| Etapa | Datum     | Štart/Cilj                            | Razdalja | Tip     | Tip                  | Zmagovalec                |         |
| ----- | --------- | ------------------------------------- | -------- | ------- | -------------------- | ------------------------- | ------- |
| 1     | 24. maj   | Genova                                | 8 km     |         | posamični kronometer | Thierry Marie (FRA)       |         |
| 2     | 25. maj   | Genova – Uliveto Terme                | 194 km   |         | ravninska etapa      | Endrio Leoni (ITA)        |         |
| 3     | 26. maj   | Uliveto Terme – Arezzo                | 174 km   |         | gorska etapa         | Maximilian Sciandri (ITA) |         |
| 4     | 27. maj   | Arezzo – Sansepolcro                  | 38 km    |         | posamični kronometer | Miguel Induráin (ESP)     |         |
| 5     | 28. maj   | Sansepolcro – Porto Sant'Elpidio      | 198 km   |         | ravninska etapa      | Mario Cipollini (ITA)     |         |
| 6     | 29. maj   | Porto Sant'Elpidio – Sulmona          | 223 km   |         | gorska etapa         | Franco Vona (ITA)         |         |
| 7     | 30. maj   | Roccaraso – Melfi                     | 232 km   |         | gorska etapa         | Guido Bontempi (ITA)      |         |
| 8     | 31. maj   | Melfi – Aversa                        | 184 km   |         | ravninska etapa      | Mario Cipollini (ITA)     |         |
| 9     | 1. junij  | Aversa – Latina                       | 165 km   |         | ravninska etapa      | Guido Bontempi (ITA)      |         |
| 10    | 2. junij  | Latina – Monte Terminillo             | 196 km   |         | gorska etapa         | Luis Herrera (COL)        |         |
| 11    | 3. junij  | Montepulciano – Imola                 | 233 km   |         | gorska etapa         | Roberto Pagnin (ITA)      |         |
| 12    | 4. junij  | Imola – Bassano del Grappa            | 214 km   |         | ravninska etapa      | Endrio Leoni (ITA)        |         |
| 13    | 5. junij  | Bassano del Grappa – Corvara          | 204 km   |         | gorska etapa         | Franco Vona (ITA)         |         |
| 14    | 6. junij  | Corvara – Monte Bondone               | 205 km   |         | gorska etapa         | Giorgio Furlan (ITA)      |         |
| 15    | 7. junij  | Riva del Garda – Palazzolo sull'Oglio | 171 km   |         | ravninska etapa      | François Simon (FRA)      |         |
| 16    | 8. junij  | Palazzolo sull'Oglio – Sondrio        | 166 km   |         | gorska etapa         | Marco Saligari (ITA)      |         |
| 17    | 9. junij  | Sondrio – Vercelli                    | 203 km   |         | ravninska etapa      | Mario Cipollini (ITA)     |         |
| 18    | 10. junij | Vercelli – Pian del Re                | 200 km   |         | gorska etapa         | Marco Giovannetti (ITA)   |         |
| 19    | 11. junij | Saluzzo – Pila                        | 260 km   |         | gorska etapa         | Udo Bölts (GER)           |         |
| 20    | 12. junij | Saint Vincent – Verbania              | 201 km   |         | gorska etapa         | Franco Chioccioli (ITA)   |         |
| 21    | 13. junij | Verbania – Vigevano                   | 95 km    |         | ravninska etapa      | Mario Cipollini (ITA)     |         |
| 22    | 14. junij | Vigevano – Milano                     | 66 km    |         | posamični kronometer | Miguel Induráin (ESP)     |         |
|       | Skupaj    | Skupaj                                | 3843 km  | 3843 km | 3843 km              | 3843 km                   | 3843 km |

## Razvrstitev po klasifikacijah
| Etapa  | Zmagovalec          | Rožnata majica · | Vijolična majica ·  | Zelena majica ·      | Bela majica ·        | Modra majica ·  | Ekipno                |
| ------ | ------------------- | ---------------- | ------------------- | -------------------- | -------------------- | --------------- | --------------------- |
| 1      | Thierry Marie       | Thierry Marie    | Thierry Marie       | brez                 | Julio César Ortegón  | Miguel Induráin | Castorama             |
| 2      | Endrio Leoni        | Thierry Marie    | Mario Cipollini     | Germano Pierdomenico | Julio César Ortegón  | Stefano Zanini  | Castorama             |
| 3      | Maximilian Sciandri | Miguel Induráin  | Maximilian Sciandri | Germano Pierdomenico | Yvon Ledanois        | Adriano Baffi   | Banesto               |
| 4      | Miguel Induráin     | Miguel Induráin  | Miguel Induráin     | Miguel Induráin      | Armand de Las Cuevas | Miguel Induráin | Banesto               |
| 5      | Mario Cipollini     | Miguel Induráin  | Miguel Induráin     | Miguel Induráin      | Armand de Las Cuevas | Miguel Induráin | Banesto               |
| 6      | Franco Vona         | Miguel Induráin  | Miguel Induráin     | Roberto Conti        | Armand de Las Cuevas | Miguel Induráin | Ariostea              |
| 7      | Guido Bontempi      | Miguel Induráin  | Miguel Induráin     | Roberto Conti        | Armand de Las Cuevas | Miguel Induráin | Ariostea              |
| 8      | Mario Cipollini     | Miguel Induráin  | Mario Cipollini     | Roberto Conti        | Armand de Las Cuevas | Miguel Induráin | Ariostea              |
| 9      | Guido Bontempi      | Miguel Induráin  | Mario Cipollini     | Roberto Conti        | Armand de Las Cuevas | Miguel Induráin | Ariostea              |
| 10     | Luis Herrera        | Miguel Induráin  | Mario Cipollini     | Roberto Conti        | Leonardo Sierra      | Miguel Induráin | Gatorade–Chateau d'Ax |
| 11     | Roberto Pagnin      | Miguel Induráin  | Mario Cipollini     | Roberto Conti        | Leonardo Sierra      | Miguel Induráin | Gatorade–Chateau d'Ax |
| 12     | Endrio Leoni        | Miguel Induráin  | Mario Cipollini     | Roberto Conti        | Leonardo Sierra      | Miguel Induráin | GB–MG Maglificio      |
| 13     | Franco Vona         | Miguel Induráin  | Mario Cipollini     | Roberto Conti        | Leonardo Sierra      | Miguel Induráin | GB–MG Maglificio      |
| 14     | Giorgio Furlan      | Miguel Induráin  | Mario Cipollini     | Roberto Conti        | Leonardo Sierra      | Miguel Induráin | GB–MG Maglificio      |
| 15     | François Simon      | Miguel Induráin  | Mario Cipollini     | Roberto Conti        | Leonardo Sierra      | Miguel Induráin | Ariostea              |
| 16     | Marco Saligari      | Miguel Induráin  | Mario Cipollini     | Claudio Chiappucci   | Leonardo Sierra      | Miguel Induráin | Ariostea              |
| 17     | Mario Cipollini     | Miguel Induráin  | Mario Cipollini     | Claudio Chiappucci   | Leonardo Sierra      | Miguel Induráin | Ariostea              |
| 18     | Marco Giovannetti   | Miguel Induráin  | Mario Cipollini     | Claudio Chiappucci   | Pavel Tonkov         | Miguel Induráin | Ariostea              |
| 19     | Udo Bölts           | Miguel Induráin  | Mario Cipollini     | Claudio Chiappucci   | Pavel Tonkov         | Miguel Induráin | GB–MG Maglificio      |
| 20     | Franco Chioccioli   | Miguel Induráin  | Mario Cipollini     | Claudio Chiappucci   | Pavel Tonkov         | Miguel Induráin | GB–MG Maglificio      |
| 21     | Mario Cipollini     | Miguel Induráin  | Mario Cipollini     | Claudio Chiappucci   | Pavel Tonkov         | Miguel Induráin | GB–MG Maglificio      |
| 22     | Miguel Induráin     | Miguel Induráin  | Mario Cipollini     | Claudio Chiappucci   | Pavel Tonkov         | Miguel Induráin | GB–MG Maglificio      |
| Skupaj | Skupaj              | Miguel Induráin  | Mario Cipollini     | Claudio Chiappucci   | Pavel Tonkov         | Miguel Induráin | GB–MG Maglificio      |

## Končna razvrstitev
| Legenda | Legenda                                   | Legenda | Legenda                                       |
| ------- | ----------------------------------------- | ------- | --------------------------------------------- |
|         | Predstavlja vodilnega v skupnem seštevku  |         | Predstavlja vodilnega v razvrstitvi Intergiro |
|         | Predstavlja vodilnega po točkah           |         | Predstavlja vodilnega v gorski razvrstitvi    |
|         | Predstavlja najboljšega mladega kolesarja |         |                                               |

### Rožnata majica
| Poz. | Kolesar                  | Ekipa                    | Čas          |
| ---- | ------------------------ | ------------------------ | ------------ |
| 1    | Miguel Induráin (ESP)    | Banesto                  | 103h 36' 08" |
| 2    | Claudio Chiappucci (ITA) | Carrera Jeans–Vagabond   | + 5' 12"     |
| 3    | Franco Chioccioli (ITA)  | GB–MG Maglificio         | + 7' 16"     |
| 4    | Marco Giovannetti (ITA)  | Gatorade–Chateau d'Ax    | + 8' 01"     |
| 5    | Andrew Hampsten (USA)    | Motorola                 | + 11' 12"    |
| 6    | Franco Vona (ITA)        | GB–MG Maglificio         | + 11' 12"    |
| 7    | Pavel Tonkov (RUS)       | Lampre-Colnago           | + 17' 15"    |
| 8    | Luis Herrera (COL)       | Postobón–Manzana–Ryalcao | + 17' 53"    |
| 9    | Roberto Conti (ITA)      | Ariostea                 | + 19' 14"    |
| 10   | Bruno Cornillet (FRA)    | Z                        | + 20' 03"    |

### Vijolična majica
| Poz. | Kolesar                   | Ekipa                  | Točke |
| ---- | ------------------------- | ---------------------- | ----- |
| 1    | Mario Cipollini (ITA)     | GB–MG Maglificio       | 236   |
| 2    | Miguel Induráin (ESP)     | Banesto                | 208   |
| 3    | Maximilian Sciandri (ITA) | Motorola               | 177   |
| 4    | Claudio Chiappucci (ITA)  | Carrera Jeans–Vagabond | 171   |
| 5    | Franco Chioccioli (ITA)   | GB–MG Maglificio       | 148   |

### Zelena majica
| Poz. | Kolesar                   | Ekipa                  | Točke |
| ---- | ------------------------- | ---------------------- | ----- |
| 1    | Claudio Chiappucci (ITA)  | Carrera Jeans–Vagabond | 76    |
| 2    | Roberto Conti (ITA)       | Ariostea               | 45    |
| 3    | Miguel Induráin (ESP)     | Banesto                | 35    |
| 4    | Giorgio Furlan (ITA)      | Ariostea               | 31    |
| 5    | Giuseppe Calcaterra (ITA) | Amore & Vita–Fanini    | 23    |

### Bela majica
| Poz. | Kolesar                    | Ekipa                    | Čas          |
| ---- | -------------------------- | ------------------------ | ------------ |
| 1    | Pavel Tonkov (RUS)         | Lampre-Colnago           | 103h 53' 23" |
| 2    | Ivan Gotti (ITA)           | Gatorade–Chateau d'Ax    | + 44' 21"    |
| 3    | Armand de Las Cuevas (ESP) | Banesto                  | + 1h 31' 43" |
| 4    | Davide Perona (ITA)        | ZG Mobili–Selle Italia   | + 1h 56' 14" |
| 5    | Ruber Marín (COL)          | Postobón–Manzana–Ryalcao | + 2h 10' 41" |

### Modra majica
| Poz. | Kolesar                  | Ekipa                  | Čas         |
| ---- | ------------------------ | ---------------------- | ----------- |
| 1    | Miguel Induráin (ESP)    | Banesto                | 57h 38' 08" |
| 2    | Claudio Chiappucci (ITA) | Carrera Jeans–Vagabond | + 2' 03"    |
| 3    | Laurent Bezault (FRA)    | Z                      | + 2' 08"    |

### Ekipna razvrstitev
| Poz. | Ekipa                            | Čas          |
| ---- | -------------------------------- | ------------ |
| 1    | GB–MG Maglificio                 | 311h 31' 55" |
| 2    | Ariostea                         | + 22' 34"    |
| 2    | Gatorade–Chateau d'Ax            | + 22' 34"    |
| 4    | Mercatone Uno–Medeghini–Zucchini | + 52' 13"    |
| 5    | Banesto                          | + 56' 15"    |